# Jackass: A vadbarmok támadása
A Jackass: A vadbarmok támadása (eredeti címe: Jackass: The Movie) 2002-es amerikai slapstick filmvígjáték, amelyet Jeff Tremaine rendezett. A film a Jackass című televíziós sorozat folytatása. A film gyártói az MTV Films és a Dickhouse Productions. A filmben visszatér a műsor szereplőgárdájának nagy része: Johnny Knoxville, Bam Margera, Ryan Dunn, Steve-O, Chris Pontius, Wee Man, Preston Lacy, Dave England és Ehren McGhehey. 2002. október 25-én mutatták be a mozikban, az MTV Films és a Paramount Pictures forgalmazásában.

## Háttér
A Jackass című sorozat sikere után Knoxville-t megkérték a producerek, hogy készítsen egy filmet a műsor alapján. Eleinte visszautasította ezt az ajánlatot, mivel nem értette meg a koncepciót; azt hitte, hogy hollywoodi színészeket fognak felfogadni. Végül beleegyezett, amikor Tremaine és Jonze elmagyarázták, hogy a film a sorozat "durvább verziója" lesz.

## Szereplők
- Johnny Knoxville
- Bam Margera
- Ryan Dunn
- Steve-O
- Wee Man
- Chris Pontius
- Preston Lacy
- Dave England
- Ehren McGhehey

Vendégszereplők:
- Loomis Fall
- Stephanie Hodge
- Brandon DiCamillo
- Raab Himself
- Rake Yohn
- April Margera és Phil Margera
- Jess Margera
- Manny Puig
- Jack Polick
- Dorothy Barnett
- Rip Taylor
- Tony Hawk
- Clyde Singleton
- Eric Koston
- Mat Hoffman
- Mike Kassak
- Naoko Kumagai
- Butterbean
- Jason "J2" Rasmus
- Henry Rollins
- George Hruska

További szereplők: Jeff Tremaine, Spike Jonze, Rick Kosick, Lance Bangs, Dimitry Elyashkevich, Greg Iguchi, Sean Cliver, Trip Taylor.

## Megjelenés DVD-n
A film 2003. március 25.-én jelent meg DVD-n, extra jelenetekkel.

## Fogadtatás
A Rotten Tomatoes oldalán 49%-ot szerzett 96 kritika alapján, és 5.6 pontot ért el a tízből. A Metacritic oldalán 42 pontot szerzett a százból, 14 kritika alapján.
Az Ebert & Roeper című műsorban Richard Roeper "undorító és groteszk, de egyben vicces" filmnek nevezte. Roger Ebert félig-meddig negatívan értékelte, elmondása szerint értékelése "a negatív és a pozitív között van". A The Austin Chronicle kritikusa, Kimberly Jones három ponttal értékelte. A Chicago Tribune kritikusától, Mark Caro-tól egy csillagot kapott a maximális négyből. Kritikájában a következőt írta: "Egy mutatvány van, amelyet lefogadom, hogy egyik idióta fenegyerek sem próbálna ki: valami intelligenset mondani erről a filmről".
A Deseret Morning News kritikusa, Jeff Vice 1½ csillagot adott a filmre. Elmondása szerint a 80 perces időtartam túl hosszú volt. A Film Journal International kritikusa, Ethan Alter bevallotta, hogy egy epizódot sem látott a sorozatból. Elmondása szerint "számomra egyszerű lenne a filmet a nyugati civilizáció romlásának fő példájaként beállítani".
Az LA Weekly kritikusa, Paul Malcolm a 2002-es év tíz legjobb filmjei közé sorolta, és az év legalulértékeltebb filmjének nevezte. A Film Threat kritikusa, Pete Vonder Haar a következőként írta le: "hihetetlenül vicces és gyakran túl undorító".

## Filmzene
A filmzenei album 2002. október 25.-én jelent meg az American Recordings gondozásában.